# Fortín de San Cristóbal (Alcora)
El Fuerte de San Cristóbal es una antigua estructura militar ubicada alrededor de la ermita de San Cristóbal de Alcora (Alcalatén), ambos ubicados en el monte homónimo, una elevación estratégica entre esta villa y Lucena del Cid.
El Fuerte fue construido por el bando carlista durante la primera de las guerras carlistas (1833-1840). Ya el 21 de marzo de 1838 fue testigo del enfrentamiento entre el líder carlista Ramón Cabrera y el isabelino Borso di Carminatti, que no pudo superar el fuerte y llegar a socorrer a los liberales de Lucena del Cid, que eran asediados por los carlistas.
Otro episodio bélico a San Cristóbal se vivió en la tercera guerra carlista (1872-1876), concretamente en la Batalla de los Barrancones, sucedida en junio de 1874, cuando los tradicionalistas ocuparon Alcora hasta mayo del siguiente año.
Actualmente, tan solo quedan algunas partes de la entrada al recinto y varias aspilleras.
Está declarado genéricamente como Bien de interés cultural, con código 12.04.005-010, según se recoge en la Dirección general de Patrimonio Cultural de la Generalidad Valenciana.